# I Remember Better When I Paint
Pour plus de détails, voir Fiche technique et Distribution.
I Remember Better When I Paint (« Je me souviens mieux quand je peins ») est un long-métrage documentaire réalisé par le Français Éric Elléna (en) et l'Américaine Berna Huebner (en) et sorti le 30 octobre 2009 aux États-Unis. Il traite de l'impact positif de l'art et d'autres thérapies créatives sur les personnes atteintes de la maladie d'Alzheimer. Le film décrit également la manière dont la création peut changer la vision générale de cette maladie. Il explique comment les arts créatifs permettent de limiter les troubles de démence telles que la maladie d'Alzheimer et comment l'imagination encore fertile de ces patients peut être renforcée à travers des thérapies créatives,.

## Synopsis
Le documentaire est narré par l'actrice Olivia de Havilland. Il comporte une interview avec Yasmin Aga Khan, présidente de l'association Alzheimer's Disease International (en) et fille de Rita Hayworth, victime de la maladie d'Alzheimer. Aga Khan décrit comment sa mère a eu recours à la peinture pour combattre sa maladie. Le film est inspiré de l'histoire de la peintre Hilda Goldblatt Gorenstein (en), qui était également atteinte de cette maladie. Lorsqu'elle peignait, sa mobilité, sa parole et sa qualité de vie augmentaient sensiblement.
Le documentaire comprend également des interviews de neurologues renommés qui expliquent la manière dont les arts créatifs stimulent certaines aires spécialisées du cerveau n'étant pas endommagées par la maladie, et réveillent ainsi le sens de la personnalité, de l'identité et de la dignité chez les patients. Parmi les médecins interviewés figurent Robert Neil Butler (en), directeur-fondateur du National Institute on Aging (en), Sam Gandy (en) du Mount Sinai Medical Center (en) de Chicago, Gene D. Cohen (en) de l'université George Washington, Robert Green et Bob Stern de l'université de Boston, et Avertano Noronha de l'université de Chicago. Le film décrit également les rapports entre les domaines artistique, médical et scientifique.

## Sortie
I Remember Better When I Paint a été sélectionné pour le Festival international du film de Rhode Island de 2010 et pour le Bel Air Film Festival (en) de 2009. En novembre 2014, le film est diffusé sur plusieurs chaînes publiques américaines dans le cadre du mois de sensibilisation à la maladie d'Alzheimer. I Remember Better When I Paint fait partie d'un ensemble de DVD comprenant d'autres courts-métrages expliquant comment organiser des activités, des ateliers créatifs et comment recréer des liens sociaux entre des personnes atteintes de la maladie d'Alzheimer et leurs familles.

## Crédits
- (en) Cet article est partiellement ou en totalité issu de l’article de Wikipédia en anglais intitulé « I Remember Better When I Paint » (voir la liste des auteurs).